# Gregorio Vargas
Pour les articles homonymes, voir Vargas.
Gregorio Vargas est un boxeur mexicain né le 27 octobre 1970 à Santa Maria Nativitas.

## Carrière
Passé professionnel en 1988, il devient champion du Mexique des poids plumes en 1991 puis champion du monde WBC de la catégorie le 28 avril 1993 après sa victoire par arrêt de l'arbitre à la 7e reprise contre le britannique Paul Hodkinson. Vargas cède son titre dès le combat suivant en s'inclinant aux points contre Kevin Kelley le 4 décembre 1993. Il met un terme à sa carrière en 2004 sur un bilan de 45 victoires, 9 défaites et 1 match nul.